# لیندن (کالیفرنیا)
لیندن (به انگلیسی: Linden) یک منطقهٔ مسکونی در ایالات متحده آمریکا است که در شهرستان سن ژواکین، کالیفرنیا واقع شده‌است. لیندن ۱۹٫۳۲۴ کیلومتر مربع مساحت و ۱٬۷۸۴ نفر جمعیت دارد و ۲۸ متر بالاتر از سطح دریا واقع شده‌است.